# Björn Blomqvist
Björn Blomqvist, född 12 januari 1964 i Nagu, är en finländsk operasångare (bas). 
Blomqvist studerade i Helsingfors vid Sibelius-Akademin för Jaakko Ryhänen samt vid Finlands nationaloperas operastudio. Han har framträtt vid konserter och operascener i bland annat Finland, Tyskland, Frankrike och Danmark, och är sedan 1996 engagerad vid Kungliga Operan i Stockholm.